# Phaegoptera albimaculata
Phaegoptera albimaculata är en fjärilsart som beskrevs av Rothschild 1909. Phaegoptera albimaculata ingår i släktet Phaegoptera och familjen björnspinnare. Inga underarter finns listade i Catalogue of Life.